# RBプロジェクト
RBプロジェクト（あーるびープロジェクト）は、2008年に結成された日本のサウンドドラマ制作集団。

## 概要
声優事務所であるゆーりんプロに所属する声優陣が中心となって結成される。
代表は声優の泉なお、脚本は渡辺流久里、音響は前田大介がそれぞれ担当している。
RBプロジェクトの名前の由来は、処女作「レプリカブルー」の英語表記、REPLICA BLUEのRBから。一話につき20 - 30分のボリュームの長編作品を発表している。2011年、渡辺が脱退。

## 発表作品
| 発表年 | 作品タイトル          | 話数               |
| ------ | --------------------- | ------------------ |
| 2008年 | レプリカブルー        | 全12話（配信終了） |
| 2009年 | レプリカブルー code:7 | 全8話（配信終了）  |
| 2010年 | 神々のヴァーミリオン  | 全24話（配信終了） |
| 2010年 | 銀色時計のアティエ    |                    |

配信終了を除く全話がウェブサイト上で配信されており、ストリーミング再生のほか、ダウンロード再生、ポッドキャスト配信などに対応している。